# Код Konami
Код Konami, или Konami Command (яп. コナミコマンド Конами Командо), — секретная комбинация клавиш (чит-код), присутствовавшая во многих видеоиграх компании Konami. Впервые она появилась в 1986 году в версии игры Gradius для игровой консоли NES, но большую известность среди игроков получила благодаря американской версии игры Contra (как «код на 30 жизней»). Код имеет разный эффект в разных играх, например увеличивает количество попыток или даёт полное вооружение в начале игры.

Последовательность нажатия кнопок, составляющая Konami Code.

Код был создан Кадзухисой Хасимото (1959—2020), выполнившим портирование аркадной игры Gradius (1985) на игровую консоль NES. Обнаружив во время тестирования, что игра имеет слишком высокий уровень сложности, он ввёл в неё секретный код, позволяющий игроку получить полное вооружение в начале игры. Код также присутствует во всех последующих играх серии Gradius.
Впоследствии этот код и его вариации были использованы в сотнях других игр, как самой Konami, так и других разработчиков, подчас в виде пасхального яйца.
Код Konami стал частью популярной культуры, встречаясь во множестве неожиданных мест. Например, в анимационном фильме «Ральф» один из героев вводит этот код, чтобы получить доступ к закрытой части игры «Сладкий форсаж». Код можно встретить во множестве сайтов, включая официальные сайты GOG.com, BuzzFeed, VOGUE, игры Overwatch. Сотрудники трекера «Пиратская бухта» на письменное предупреждение правообладателя использовать «правительственный уровень 3» ответили, что после введённого кода Конами им не угрожают никакие уровни сложности.